# 南通大学站
南通大学站是南通轨道交通1号线的地铁车站，位于中华人民共和国江苏省南通市崇川区崇川路与海霞路交叉口地下，临近南通大学，于2022年11月10日开通。

## 车站结构

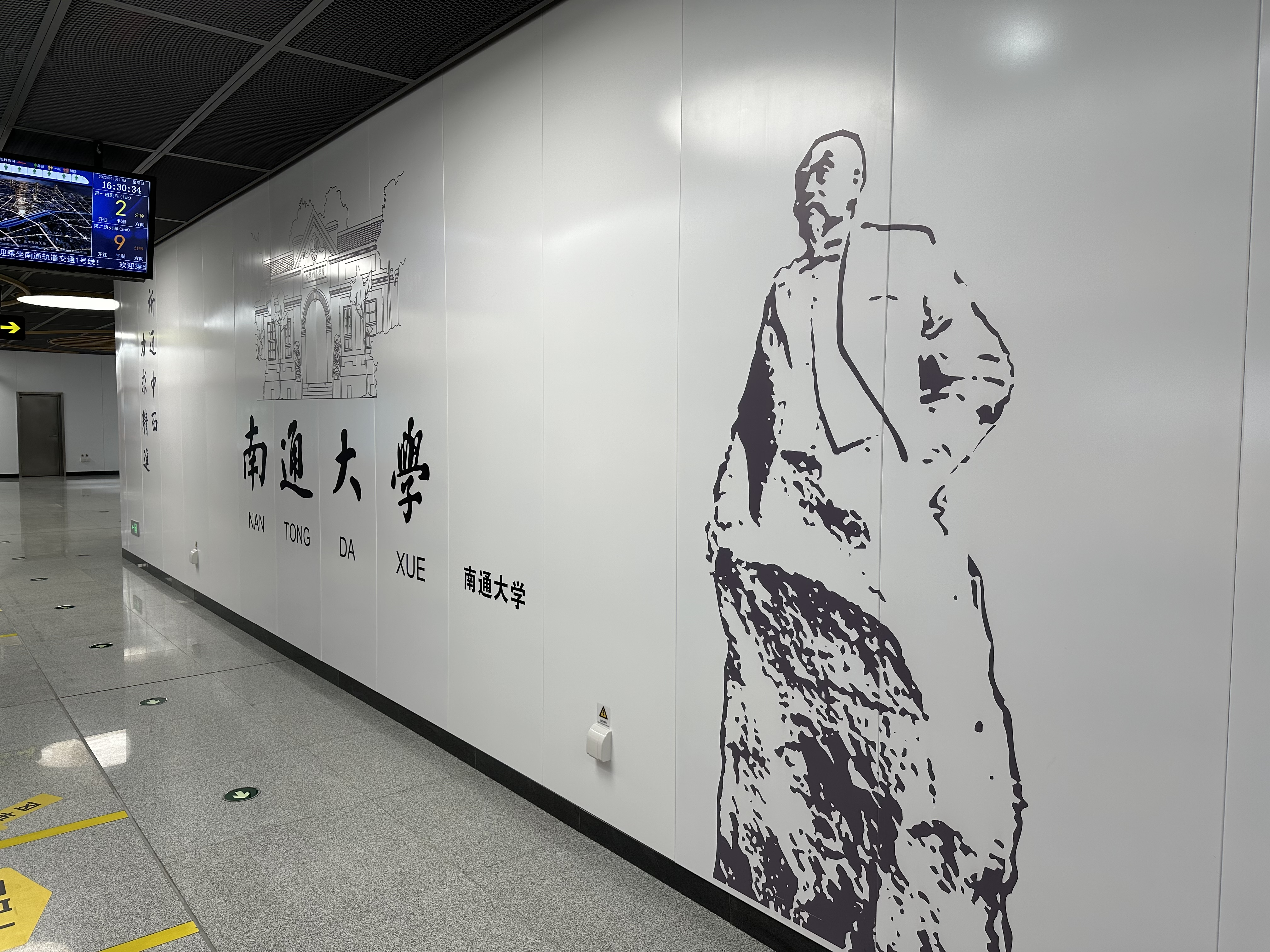
车站大字壁，上有南通大学校训及其前身私立南通医学专门学校主楼与创始人张謇画像

南通大学站沿崇川路设置，呈东西走向，车站长222米，净宽19.3米，为地下两层岛式站台车站。车站地下一层为站厅层，地下二层为站台层。
| 地面              | 出入口 | 1-2、4出入口                                                                                        |
| 地下一层          | 站厅   | 客服中心、自动售票机、验票机                                                                        |
| 地下二层          | 站台层 | \| \| \| 1号线往平潮（图书馆） \| \| 島式 · 開左邊车门 \| \| \| \| \| \| 1号线往振兴路（盘香路） \| |
|                   |        | 1号线往平潮（图书馆）                                                                               |
| 島式 · 開左邊车门 |        | |
|                   |        | 1号线往振兴路（盘香路）                                                                             |

## 车站出口
南通大学站共设3个出口，各出口及周围设施如下所示：
| 编号                | 周边信息                                                 | 照片 | 无障碍设施 |
| ------------------- | -------------------------------------------------------- | ---- | ---------- |
| 1 · 出口 · （设有） | 崇川路，星城路，南通大学附属中学                         |      |            |
| 2 · 出口            | 海霞路，崇川路，江腾路，南通市妇幼保健院，南通大学科技园 |      | 不適用     |
| 4 · 出口            | 崇川路，南通大学                                         |      | 不適用     |
| 图例： 设有         |                                                          |      |            |

## 接驳交通

### 公交车
- 南通大学北：35路、41路、78路、83路、95路、301路、616路

## 车站历史
该站规划时名称为南通大学站，建设时名称更名为海霞路站，开通前再次更名为南通大学站。
- 2019年6月23日，车站主体结构封顶[2]。
- 2022年11月10日，随1号线一期工程通车一同开通[1]。